# Bomarea lutea
Bomarea lutea es una especie de planta fanerógama perteneciente a la familia de las Alstroemeriáceas.  Es originaria de Ecuador.

## Descripción
Es un bejuco endémico de Ecuador, conocida en tres subpoblaciones en las zonas húmedas de los bosques andinos inferior y superior. Recogida en la provincia de Pichincha en la ladera noreste del volcán Cayambe, cerca del lago San Marcos. También se registra en un área pantanosa cerca del lago Aucacocha en el Parque nacional Llanganates. Un tercer grupose encuentra en los Andes orientales de la provincia de Carchi, en Loma Corazón, en Colonia Huaqueña. Última recolección de hace 11 años. La especie se encuentra en las áreas protegidas; su principal amenaza es la destrucción del hábitat.

## Taxonomía
Bomarea lutea fue descrita por William Herbert, y publicado en Amaryllidaceae 120, t. 5. 1837.
Etimología
Bomarea: nombre genérico que está dedicado al farmacéutico francés Jacques-Christophe Valmont de Bomare (1731-1807), que visitó diversos países de Europa y es autor de “Dictionnaire raisonné universel d’histoire naturelle” en 12 volúmenes (desde 1768).
lutea:  latíno que significa "de color amarillo".
Sinonimia
- Bomarea angamarcana Sodiro
- Bomarea lutea var. polyantha Pab
- Bomarea saloyana Sodiro[5][6]